# Montigny-Montfort
Montigny-Montfort és un municipi francès, situat al departament de la Costa d'Or i a la regió de Borgonya - Franc Comtat. L'any 2007 tenia 291 habitants.

## Demografia

### Població
El 2007 la població de fet de Montigny-Montfort era de 291 persones. Hi havia 124 famílies, de les quals 36 eren unipersonals (12 homes vivint sols i 24 dones vivint soles), 44 parelles sense fills, 40 parelles amb fills i 4 famílies monoparentals amb fills.
La població ha evolucionat segons el següent gràfic:
Habitants censats

### Habitatges
El 2007 hi havia 152 habitatges, 125 eren l'habitatge principal de la família, 17 eren segones residències i 10 estaven desocupats. 149 eren cases i 1 era un apartament. Dels 125 habitatges principals, 112 estaven ocupats pels seus propietaris, 7 estaven llogats i ocupats pels llogaters i 6 estaven cedits a títol gratuït; 2 tenien dues cambres, 16 en tenien tres, 29 en tenien quatre i 78 en tenien cinc o més. 85 habitatges disposaven pel capbaix d'una plaça de pàrquing. A 44 habitatges hi havia un automòbil i a 66 n'hi havia dos o més.

### Piràmide de població
La piràmide de població per edats i sexe el 2009 era:
| Homes | Edats   | Dones |
| ----- | ------- | ----- |
| 0     | 95 o +  | 0     |
| 0     | 90 a 94 | 0     |
| 0     | 85 a 89 | 4     |
| 0     | 80 a 84 | 4     |
| 4     | 75 a 79 | 0     |
| 8     | 70 a 74 | 12    |
| 12    | 65 a 69 | 4     |
| 4     | 60 a 64 | 4     |
| 16    | 55 a 59 | 4     |
| 28    | 50 a 54 | 20    |
| 4     | 45 a 49 | 20    |
| 20    | 40 a 44 | 8     |
| 4     | 35 a 39 | 12    |
| 12    | 30 a 34 | 4     |
| 4     | 25 a 29 | 12    |
| 8     | 20 a 24 | 0     |
| 12    | 15 a 19 | 16    |
| 16    | 10 a 14 | 4     |
| 8     | 5 a 9   | 4     |
| 12    | 0 a 4   | 4     |

## Economia
El 2007 la població en edat de treballar era de 195 persones, 133 eren actives i 62 eren inactives. De les 133 persones actives 122 estaven ocupades (65 homes i 57 dones) i 11 estaven aturades (5 homes i 6 dones). De les 62 persones inactives 30 estaven jubilades, 13 estaven estudiant i 19 estaven classificades com a «altres inactius».

### Ingressos
El 2009 a Montigny-Montfort hi havia 127 unitats fiscals que integraven 304 persones, la mediana anual d'ingressos fiscals per persona era de 19.694 €.

### Activitats econòmiques
Dels 12 establiments que hi havia el 2007, 1 era d'una empresa de fabricació d'altres productes industrials, 5 d'empreses de construcció, 2 d'empreses de comerç i reparació d'automòbils, 1 d'una empresa d'informació i comunicació i 3 d'empreses de serveis.
Dels 5 establiments de servei als particulars que hi havia el 2009, 1 era un taller de reparació d'automòbils i de material agrícola, 3 guixaires pintors i 1 fusteria.
L'any 2000 a Montigny-Montfort hi havia 14 explotacions agrícoles que ocupaven un total de 1.330 hectàrees.

## Poblacions més properes
El següent diagrama mostra les poblacions més properes.